# Potprogram
Potprogram (eng. subroutine, subprogram) je pojam u računalstvu kojim se označuje dio programa kojeg je moguće izvršavati po želji puta pozivom iz osnovnog programa.